# مکان‌یابی مرکز ثقل
روش‌های مختلفی برای مکان‌یابی مرکز ثقل اجسام وجود دارد.
این روش‌ها عبارت‌اند از:

## خطوط شاغول
این روش زمانی مفید است که فرد بخواهد مرکز ثقل یک شکل مسطح پیچیده با ابعاد ناشناخته را پیدا کند. این امر به یافتن مرکز جرم یک اجسام نازک با چگالی همگن یا جسمی هم‌شکل اما مسطح و پیچیده مناسب است.
|                                            | | |
| مرحله ۱: یک شکل دلخواه ۲ بعدی انتخاب کنید. | مرحله ۲: شکل را از مکانی نزدیک به لبه به حالت معلق درآورید؛ یک خط شاغول را رها کنید و روی جسم علامت‌گذاری کنید. | مرحله ۳: شکل را از مکان دیگری که خیلی نزدیک به مکان اول نیست، معلق کنید. یک خط شاغول را دوباره رها کنید و علامت‌گذاری کنید. تقاطع دو خط شاغول، مرکز ثقل جسم است. |

## روش‌های خطوط شاغولی

### یک جسم L مانند
این روشی برای تعیین مرکز جرم یک جسم L شکل مناسب است.

1. یک شکل L مانند انتخاب می‌شود.
2. همان‌طور که در شکل ۲ نشان داده شده‌است، شکل به دو مستطیل تقسیم شده‌است و مرکز جرم‌های این دو مستطیل با رسم خطوط شاغولی پیدا شده‌اند. خط AB، خطی بپیوندی است که به مراکز ثقل دو مستطیل می‌پیوندد. مرکز ثقل کل شکل باید روی این خط AB قرار داشته باشد.
3. همان‌طور که در شکل ۳ نشان داده شده‌است، شکل به دو مستطیل دیگر تقسیم می‌شود، مراکز جرم این دو مستطیل با رسم خطوط شاغولی پیدا می‌شود. خط CD، خطی بپیوندی است که به مراکز ثقل دو مستطیل می‌پیوندد. مرکز ثقل کل شکل باید روی این CD باشد.
4. ازآنجاکه مرکز ثقل کلی شکل باید در امتداد خط AB و همچنین در امتداد خط CD قرار داشته باشد، بدیهی است که مرکز ثقل در تقاطع این دو خط، و در نقطهٔ O است (نقطه O ممکن است در داخل جسم L شکل باشد یا نباشد).

### اشکال ترکیبی
این روش زمانی مفید است که شخص بخواهد محل مرکز هندسی یا مرکز جرمی جسمی را پیدا کند که به‌راحتی به اشکال اولیه تقسیم می‌شود، یافتن مراکز جرم آن آسان است (به لیست مرکزهای هندسی مراجعه کنید). در اینجا مرکز جرم فقط در جهت x پیدا خواهد شد. برای قرار دادن مرکز جرم در جهت y ممکن است همان روش دنبال شود.
|  |  |  |

شکل، به‌راحتی به یک مربع، مثلث و دایره تقسیم می‌شود؛ توجه داشته باشید که دایره، مساحت منفی خواهد داشت. از فهرست مرکزهای هندسی، مختصات مرکز هندسی اختصاصی یادداشت می‌گردد.
با استفاده از معادله زیر:
{\displaystyle {\frac {3\times (-2.5^{2}\pi )+5\times 10^{2}+13.33\times {\frac {10^{2}}{2}}}{-2.5^{2}\pi +10^{2}+{\frac {10^{2}}{2}}}}\approx 8.5} units.
مرکز جرم این شکل در فاصله ۸٫۵ واحدی از گوشه سمت چپ شکل قرار دارد.

### ردیابی محیط

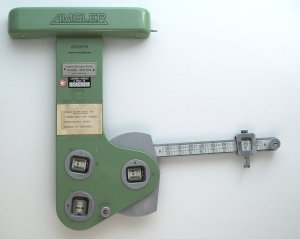

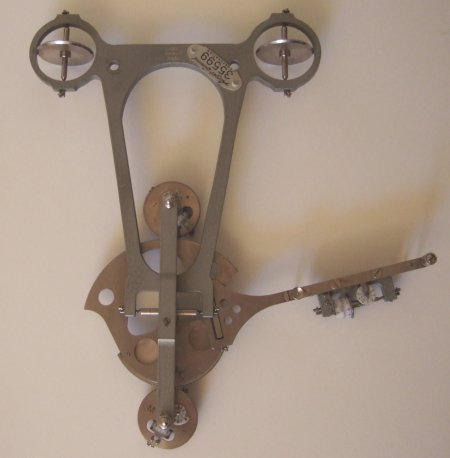

با استفادهٔ مستقیم از پلانی‌متر که تحت عنوان اینتیگراف یا اینتیگرومتر نیز شناخته می‌شود (هرچند که تحت عنوان سطح‌پیما یا احتمالاً لحظه‌پیما نیز نامیده می‌شود)، می‌توان برای ایجاد موقعیت مرکزوار یا مرکز ثقل یک شکل نامنظم استفاده نمود. این روش را می‌توان در شکلی با مرز نامنظم، صاف یا پیچیده اعمال کرد که سنجش آن با استفاده از روش‌های دیگر بسیار دشوار است. این روش معمولاً توسط سازندگان کشتی استفاده می‌شود تا اطمینان حاصل شود که کشتی واژگون نمی‌شود.